# Illes Britàniques

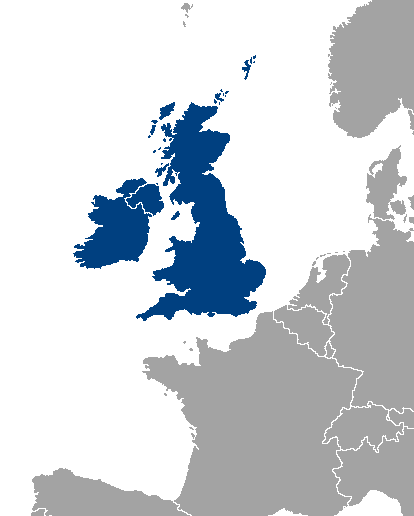
Situació de les illes Britàniques dins d'Europa Occidental

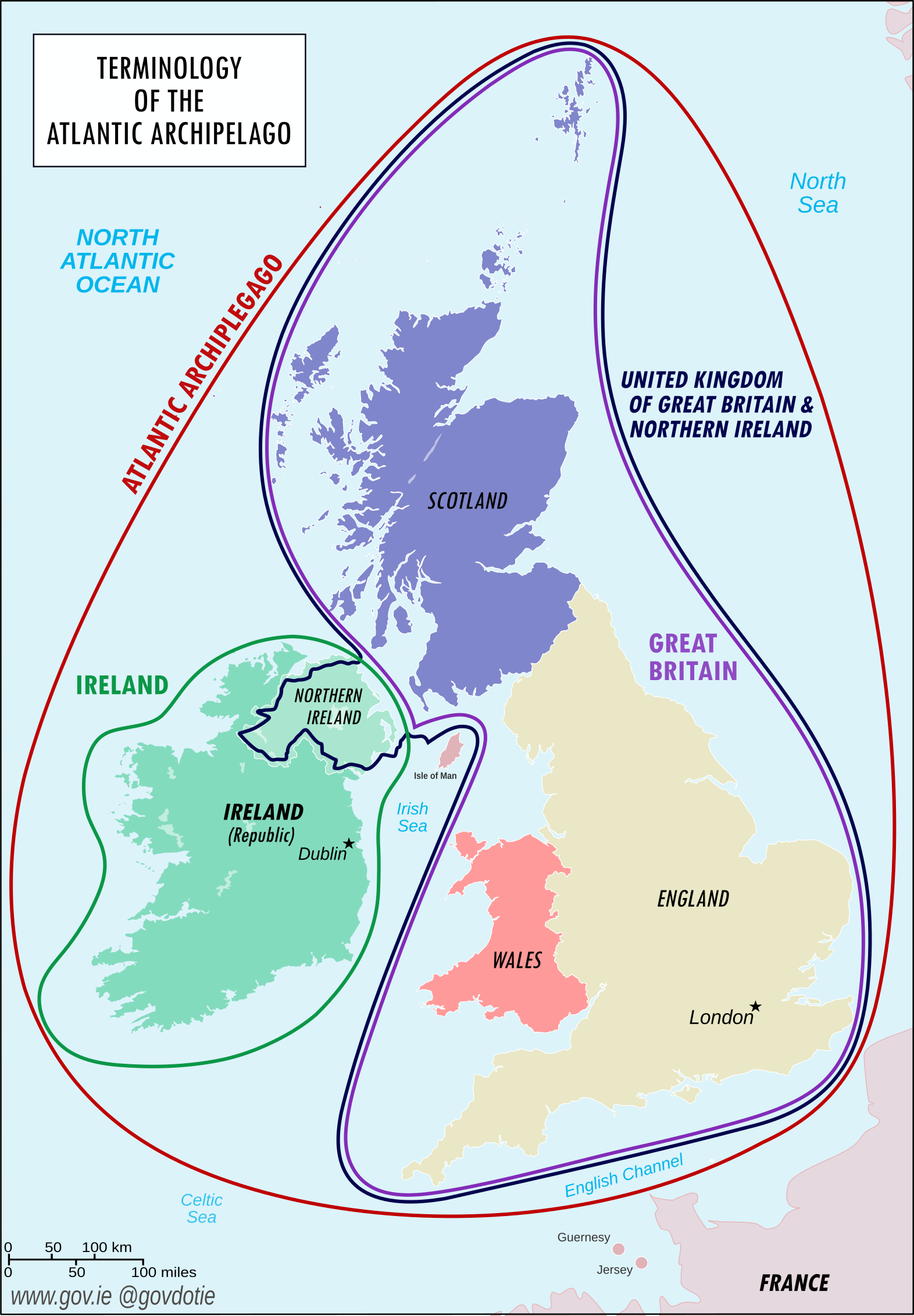
Terminologia de les illes Britàniques, anomenades oficialment Arxipèlag Atlàntic a Irlanda

Les illes Britàniques (en anglès British Isles, no confondre amb British Islands, que en són només la part pertanyent a Gran Bretanya) són l'arxipèlag d'illes al nord-oest de la costa europea, entre la Mar del Nord i l'oceà Atlàntic, format per Gran Bretanya, Irlanda, Man, Wight, les Shetland, les Hèbrides i les Òrcades i moltes altres illes menors que hi són properes.
L'ús del terme pateix una certa davallada, sobretot entre els mateixos habitants de les illes, a causa de les seves connotacions polítiques i històriques. Els anys que van estar sota domini de l'Imperi Britànic el terme era unívoc. Amb la independència de la República d'Irlanda, però, alhora que amb una certa revifalla del sentiment diferencial a Gal·les i Escòcia, part dels seus habitants el consideren inacceptable, ja que remet a un subordinament al Regne Unit que es vol deixar enrere. Precisament un dels noms alternatius que el gaèlic irlandès dona a l'arxipèlag és el d'Oileáin Iarthair Eorpa, Les Illes de l'Europa Occidental.

## Etimologia
Les primeres referències conegudes a les illes com a grup van aparèixer en els escrits de la gent de mar de l'antiga colònia grega de Massalia. S'han perdut els registres originals; tanmateix, escrits posteriors, com ara l'Ora Maritima d'Aviè, que citaven el Periple Massaliota (segle VI aC) i l'Oceà de Píteas (al voltant del 325–320 aC) han sobreviscut. Al segle I aC, Diodor de Sicília té Prettanikē nēsos, l'illa britànica, i Prettanoi, els britànics. Estrabó va utilitzar Βρεττανική (Brettanike), i Marcià d'Heraclea, en el seu Periplus maris exteri, va utilitzar αἱ Πρεττανικαί νῆσοι (les illes Prettanic) per referir-se a les illes. Els historiadors d'avui, encara que no estan d'acord en absolut, coincideixen en gran manera que aquests noms grecs i llatins probablement es van extreure de noms nadius en llengua celta per a l'arxipèlag. En aquesta línia, els habitants de les illes eren anomenats Πρεττανοί (Priteni o Pretani). El canvi de la P de Pretannia a la B de Britannia per part dels romans es va produir durant l'època de Juli Cèsar.
El greco-egipci Claudi Ptolemeu es va referir a l'illa més gran com a Gran Bretanya (μεγάλη Βρεττανία megale Brettania) i a Irlanda com a petita Gran Bretanya (μικρὰ Βρεττανία mikra Brettania ) a la seva obra Almagest (147–148 dC). En la seva obra posterior, Geografia (c. 150 dC), va donar a aquestes illes els noms Alwion, Iwernia i Mona (l'illa de Man), suggerint que aquests podrien haver estat noms de les illes individuals que no coneixia en el moment d'escriure Almagest. El nom Albion sembla haver quedat en desús algun temps després de la conquesta romana de la Gran Bretanya, després de la qual Gran Bretanya es va convertir en el nom més comú de l'illa anomenada Gran Bretanya en llengua anglesa. No obstant això, el cognat 'alba' ha donat el seu nom a Escòcia en la majoria de les llengües celtes: Alba en gaèlic escocès, Albey en manx, Albain en irlandès i Alban en còrnic i gal·lès.
El primer ús conegut de la frase Brytish Iles en llengua anglesa està datat el 1577 en una obra de John Dee. Avui en dia, uns quants consideren que aquest nom té connotacions Imperialistes, tot i que encara s'utilitza habitualment. Altres noms utilitzats per descriure les illes són les illes anglo-celtes, arxipèlag atlàntic (terme encunyat per l'historiador JGA Pocock el 1975), illes britàniques-irlandeses,Gran Bretanya i Irlanda, Regne Unit i Irlanda, i illes Britàniques i Irlanda. A causa de les associacions polítiques i nacionals amb la paraula britànic, el govern d'Irlanda no utilitza el terme illes britàniques i en els documents elaborats conjuntament entre els governs britànic i irlandès, l'arxipèlag s'anomena simplement aquestes illes. «Illes Britàniques» segueix sent el terme més acceptat per a l'arxipèlag.

## Geografia
Les illes Britàniques són separades de l'Europa continental per la mar del Nord a l'est i pel canal de la Mànega al sud, mentre que a l'oest i al nord limiten amb l'oceà Atlàntic. La mar d'Irlanda en separa les dues illes més grans. La superfície de l'arxipèlag és de 315.134 km².

## Illes que en formen part
- Gran Bretanya
- Irlanda
- Man
- Wight
- Anglesey
- les Sorlingues
- les Òrcades
- les Shetland
- les Hèbrides
- les Farne
- Portland
- Rathlin
- les Aran
- Arranmore
- Lundy

i moltes altres petites illes que envolten la Gran Bretanya i Irlanda.
Les illes Anglonormandes són a voltes també incloses en l'arxipèlag, si bé les raons per fer-ho són més aviat polítiques que no pas estrictament geogràfiques, puix que són molt més a prop de la costa francesa que de l'anglesa.

## Geologia i clima
Les roques més antigues del grup es troben al nord-oest d'Escòcia, Irlanda i nord de Gal·les amb 2.700 milions d'anys. Durant el Silurià les regions del nord-oest van xocar amb les del sud-est, que havia estat part d'una península continental separada. La topografia de les illes és de grandària moderada respecte a les magnituds mundials. La seva màxima altitud, el Ben Nevis, s'eleva a una altura de només 1.344 metres. El seu llac més gran, el Lough Neagh, cobreix 381 quilòmetres quadrats.
El clima de les illes és temperat oceànic, amb hiverns suaus i estius càlids. El corrent de l'Atlàntic Nord porta molta humitat i eleva la temperatura 11 °C per sobre de la mitjana mundial de la seva latitud. Això va donar lloc a un paisatge que va ser dominat durant molt de temps pels boscos temperats, encara que l'activitat humana ha aclarit la major part de la coberta forestal.

## Flora i fauna

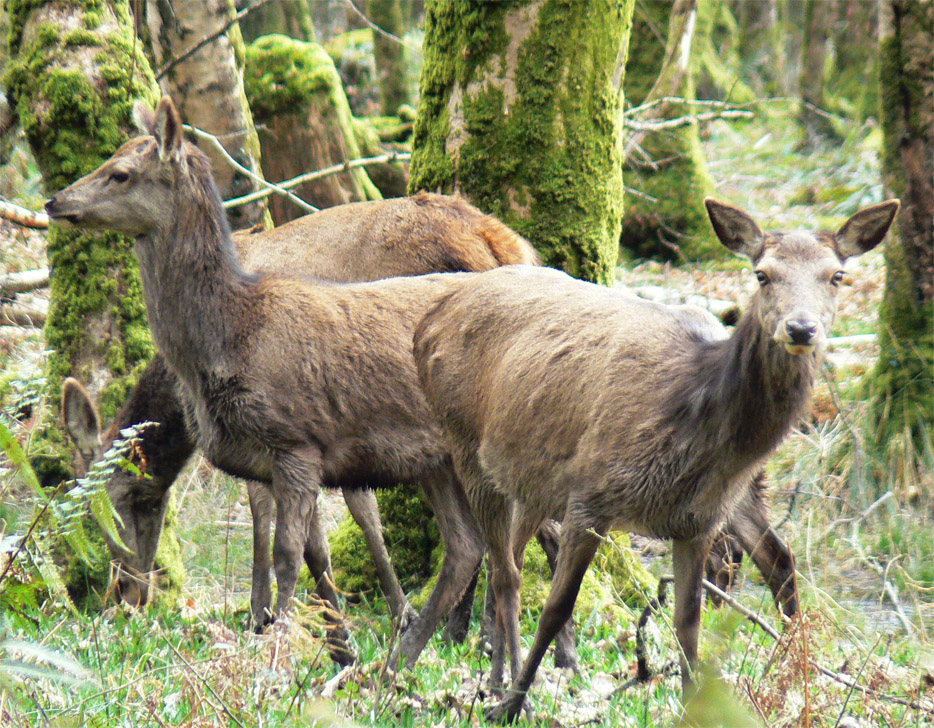
Algunes femelles de cérvol vermell al parc nacional de Killarney, Irlanda

Les illes gaudeixen d'un clima suau i sòls variats, donant lloc a una vegetació diversa. La vida animal i vegetal és similar a la del nord-oest d'Europa continental. Tanmateix, hi ha menys espècies, i Irlanda encara té menys. Tota la flora i la fauna autòctones d'Irlanda estan formades per espècies que van emigrar principalment de Gran Bretanya. L'única finestra en què això podria haver-se produït va ser abans de la fusió del pont de gel entre les dues illes fa 14.000 anys que s'acostava al final de l'última edat de gel.
Com a la major part d'Europa, la Gran Bretanya i Irlanda prehistòriques estaven cobertes de bosc i pantà. La neteja va començar cap al 6000 aC i es va accelerar a l'època medieval. Malgrat això, Gran Bretanya va conservar els seus boscos primigenis més temps que la majoria d'Europa a causa d'una població reduïda i del desenvolupament posterior del comerç i la indústria, i l'escassetat de fusta no va ser un problema fins al segle XVII. Al segle XVIII, la majoria dels boscos britànics es consumien per a la construcció naval o la fabricació de carbó vegetal i la nació es va veure obligada a importar fusta d'Escandinàvia, Amèrica del Nord i el Bàltic. La majoria de les terres forestals d'Irlanda són mantingudes pels programes estatals de forestació. Gairebé totes les terres fora de les zones urbanes són terres de conreu. Tanmateix, queden àrees de bosc relativament grans a l'est i el nord d'Escòcia i al sud-est d'Anglaterra. El roure, l'om, el freixe i el faig es troben entre els arbres més comuns d'Anglaterra. A Escòcia, el pi i el bedoll són els més comuns. Els boscos naturals d'Irlanda són principalment roure, freixe, om, bedoll i pi. El faig i el til·ler, encara que no són originaris d'Irlanda, també són comuns allà. Les terres de cultiu acullen una varietat de vegetació seminatural d'herbes i plantes amb flors. Els boscos, les bardisses, els vessants de les muntanyes i els aiguamolls acullen brucs, herbes silvestres, gatosa europea i falguera aquilina.
Molts animals més grans, com ara llops, óssos i alces europeus estan avui extints. Tanmateix, algunes espècies com el cérvol vermell estan protegides. Altres petits mamífers, com ara conills, guineus roges, teixons, llebres, eriçons i erminis, són molt comuns i el castor europeu s'ha reintroduït a algunes parts d'Escòcia. El senglar també s'ha reintroduït a parts del sud d'Anglaterra, després de les fugues de granges de senglars i els alliberaments il·legals. Molts rius contenen llúdrigues i foques grises i són nombroses a les costes. Hi ha unes 250 espècies d'ocells registrades regularment a Gran Bretanya, i altres 350 que es troben amb diferents graus de raresa. Les espècies més nombroses són el Cargolet eurasiàtic, el pit-roig, el pardal domèstic, el colom, el pinsà i la merla. Els ocells de les terres de conreu estan disminuint en nombre, excepte els que es mantenen per a caça com el faisà, la perdiu de potes vermelles i el gall vermell. Els peixos són abundants als rius i llacs, en particular el salmó, la truita, la perca i el lluç. Entre els peixos de mar hi ha esquàlids, bacallà, llenguado, abadejo i llobarro, així com musclos, crancs i ostres al llarg de la costa. Hi ha més de 21.000 espècies d'insectes.
Es troben poques espècies de rèptils o amfibis a Gran Bretanya o Irlanda. Només tres serps són originàries de la Gran Bretanya: la víbora, la culebra barrada i la colobra llisa; cap d'ells és originari d'Irlanda. En general, Gran Bretanya té una mica més de variació i vida salvatge autòctona, amb mosteles, turons, gats salvatges, la majoria de musaranyes, talps, rates talperes, cabirols i gripaus comuns també absents d'Irlanda. Aquest patró també és cert per als ocells i els insectes. Les excepcions notables són el llimac de Kerry i certes espècies de clovis nadius d'Irlanda però no de Gran Bretanya.
Els animals domèstics són el poni Connemara, el poni Shetland, el mastí anglès, el gos llop irlandès i moltes varietats de bestiar i ovelles.

## Demografia

Densitat de població per km² de les regions de les illes Britàniques

Anglaterra té una densitat de població generalment alta, amb gairebé el 80% de la població total de les illes. En altres llocs de Gran Bretanya i Irlanda, l'alta densitat de població es limita a les zones al voltant d'unes poques ciutats grans. L'àrea urbana més gran, amb diferència, és l' àrea urbanitzada del Gran Londres amb 9 milions d'habitants. Altres nuclis de població importants són l' àrea urbanitzada del Gran Manchester (2.4 milions), conurbació de West Midlands (2,4 milions) i l'àrea urbana de West Yorkshire (1,6 milions) a Anglaterra, Greater Glasgow (1,2 milions) a Escòcia i l'àrea metropolitana de Dublín (1,9 milions) a Irlanda.
La població d'Anglaterra va augmentar ràpidament durant els segles XIX i XX, mentre que les poblacions d'Escòcia i Gal·les van mostrar poc augment durant el segle XX; la població d'Escòcia no ha canviat des de 1951. Durant la major part de la seva història, Irlanda va tenir la mateixa densitat de població que la Gran Bretanya (aproximadament un terç de la població total). No obstant això, des de la gran fam irlandesa, la població d'Irlanda ha caigut a menys d'una desena part de la població de les illes britàniques. La fam va provocar un descens de la població durant un segle, va reduir dràsticament la població irlandesa i va alterar permanentment la composició demogràfica de les illes britàniques. A escala mundial, aquest desastre va provocar la creació d'una diàspora irlandesa que suma quinze vegades la població actual de l'illa.
L'herència lingüística de les illes britàniques és rica, amb dotze llengües de sis grups de quatre branques de la família indoeuropea. Les llengües celtes insulars del subgrup goidèlic (irlandès, manx i gaèlic escocès) i del subgrup britònic (còrnic, gal·lès i bretó, parlats al nord-oest de França) són les úniques llengües celtes que queden, l'última de les seves llengües continentals. Les relacions es van extingir abans del segle VII. Les llengües normandes de Guernseiès, Jerseiès i Sercquiais parlades a les Illes Anglonortes són semblants al francès, una llengua que també s'hi parla. Un criptolecte, anomenat Shelta, és parlat pels viatgers irlandesos, sovint per ocultar el significat dels que estan fora del grup. No obstant això, l'anglès, inclòs l'escocès, és la llengua dominant, amb pocs monoglots restants de les altres llengües de la regió. La llengua norn de les Illes Òrcades i les Shetland es va extingir al voltant de 1880.

### Àrees urbanes
| Rank | Àrea urbana               | Població  | Country          |
| ---- | ------------------------- | --------- | ---------------- |
| 1    | Londres                   | 9,787,426 | Anglaterra       |
| 2    | Greater Manchester        | 2,553,379 | Anglaterra       |
| 3    | West Midlands Conurbation | 2,440,986 | Anglaterra       |
| 4    | West Yorkshire Urban Area | 1,777,934 | Anglaterra       |
| 5    | Glasgow                   | 1,209,143 | Escòcia          |
| 6    | Dublin                    | 1,173,179 | Irlanda          |
| 7    | Liverpool                 | 864,122   | Anglaterra       |
| 8    | South Hampshire           | 855,569   | Anglaterra       |
| 9    | Tyneside                  | 774,891   | Anglaterra       |
| 10   | Nottingham                | 729,977   | Anglaterra       |
| 11   | Sheffield                 | 685,386   | Anglaterra       |
| 12   | Bristol                   | 617,280   | Anglaterra       |
| 13   | Belfast                   | 595,879   | Irlanda del Nord |
| 14   | Leicester                 | 508,916   | Anglaterra       |
| 15   | Edinburgh                 | 482,005   | Escòcia          |
| 16   | Brighton and Hove         | 474,485   | Anglaterra       |
| 17   | Bournemouth               | 466,266   | Anglaterra       |
| 18   | Cardiff                   | 481,082   | Gal·les          |
| 19   | Teesside                  | 376,633   | Anglaterra       |
| 20   | Stoke-on-Trent            | 372,775   | Anglaterra       |
| 21   | Coventry                  | 359,262   | Anglaterra       |
| 22   | Sunderland                | 335,415   | Anglaterra       |
| 23   | Birkenhead                | 325,264   | Anglaterra       |
| 24   | Reading                   | 318,014   | Anglaterra       |
| 25   | Kingston-upon-Hull        | 314,018   | Anglaterra       |
| 26   | Preston                   | 313,322   | Anglaterra       |
| 27   | Newport                   | 306,844   | Gal·les          |
| 28   | Swansea                   | 300,352   | Gal·le           |
| 29   | Southend-on-Sea           | 295,310   | Anglaterra       |
| 30   | Derby                     | 270,468   | Anglaterra       |
| 31   | Plymouth                  | 260,203   | Anglaterra       |
| 32   | Luton                     | 258,018   | Anglaterra       |
| 33   | Aldershot                 | 252,397   | Anglaterra       |
| 34   | Medway                    | 243,931   | Anglaterra       |
| 35   | Blackpool                 | 239,409   | Anglaterra       |
| 36   | Milton Keynes             | 229,431   | Anglaterra       |
| 37   | Barnsley                  | 223,281   | Anglaterra       |
| 38   | Cork                      | 222,000   | Irlanda          |
| 39   | Northampton               | 215,963   | Anglaterra       |
| 40   | Norwich                   | 213,166   | Anglaterra       |
| 41   | Aberdeen                  | 207,932   | Escòcia          |